# Kristian Johansson
Kristian Johansson (ur. 25 grudnia 1907, zm. 9 marca 1984) – norweski skoczek narciarski uczestniczący w zawodach w latach 20. i 30 XX wieku.
Zdobył dwa medale mistrzostw świata: złoto w 1934 w Sollefteå oraz srebro w 1929 w Zakopanem.